# كارلين كينغ جونسون
كارلين كينغ جونسون (بالإنجليزية: Carlene King Johnson)‏ هي عارضة أمريكية، ولدت في 31 مايو 1933 في روتلاند في الولايات المتحدة، وتوفيت في 1968.

## وصلات خارجية
- كارلين كينغ جونسون على موقع IMDb (الإنجليزية)